# Russell T Davies
Stephen Russell Davies (Swansea, Gales; 27 de abril de 1963), más conocido por su nombre artístico Russell T Davies, es un guionista y productor televisivo británico de origen galés, entre cuyos trabajos más conocidos se incluyen la primera versión de Queer as Folk, Bob & Rose, The Second Coming, Casanova, el regreso de la serie clásica de ciencia ficción Doctor Who, sus spin-offs Torchwood, The Sarah Jane Adventures y Wizards vs Aliens.
Davies aspiraba a trabajar como dibujante de cómics hasta que un orientador en el colegio le sugirió que estudiara literatura inglesa. De esta forma, se concentró en desarrollar una carrera como dramaturgo. Tras graduarse en la Universidad de Oxford, Davies se unió a la CBBC en 1985, con un empleo a tiempo parcial, donde realizaría varios trabajos dirigidos al público infantil y juvenil, incluyendo la producción y guion de sus dos primeras series, Dark Season y Century Falls. A principios de los noventa abandonó la BBC para trabajar en Granada Television, más tarde se convertiría en guionista independiente.
Davies comenzó a escribir series de televisión para adultos en 1994. En sus primeros guiones, generalmente exploraba conceptos como la religión y la sexualidad, entre otras temáticas: Revelations era un serial sobre una organización religiosa que incluía el primer personaje abiertamente LGTB de Davies, una párroco lesbiana; Springhill era otro serial sobre una familia católica en el Liverpool contemporáneo; The Grand exploraba la opinión de la sociedad sobre temas como la prostitución, el aborto y la homosexualidad durante el período de entreguerras; y Queer as Folk, su primer gran éxito, recreaba sus experiencias en el ambiente gay de Mánchester. Entre sus series posteriores se incluyen Bob & Rose, con un hombre gay enamorado de una mujer, The Second Coming, que trataba sobre la Segunda Venida y el deicidio de Jesucristo, Mine All Mine, una comedia sobre una familia que descubría poseer la ciudad entera de Swansea, y Casanova, una adaptación de Historia de mi vida, las memorias completas del popular amante veneciano.
Su más notable logro fue revivir y producir la serie de ciencia ficción Doctor Who tras un prolongado descanso de dieciséis años, con Christopher Eccleston en primer lugar y más tarde con David Tennant en el papel protagonista del Doctor. La popularidad conseguida por Davies como productor ejecutivo y show runner de esta serie le permitió producir dos spin-offs, Torchwood y The Sarah Jane Adventures, e hizo que las productoras de Gran Bretaña volvieran a ver beneficios potenciales en los dramáticos para el prime-time del sábado. Davies recibió el título de Oficial de la Orden del Imperio Británico por sus servicios a la ficción dramática, lo que coincidió con el anuncio de que abandonaría Doctor Who con su guion final, «El fin del tiempo» (2009-2010), y que Steven Moffat sería su sucesor. Después se mudó a Los Ángeles, California, en 2009, desde donde supervisó la producción de la cuarta temporada de Torchwood, titulada El día del milagro y la quinta temporada de The Sarah Jane Adventures, que quedó truncada a la mitad por la muerte de su protagonista, Elisabeth Sladen. Regresó al Reino Unido a finales de 2011 cuando su pareja contrajo cáncer, y allí trabajó en la serie de ciencia ficción infantil para la CBBC Magos vs Alienígenas hasta su cancelación en noviembre de 2014.
En 2015 volvió a la televisión de adultos con tres trabajos simultáneos y relacionados entre sí, las series Cucumber, Banana y Tofu. Cucumber, emitida en Channel 4, describe la vida de un hombre gay de mediana edad en el ambiente de Mánchester; mientras que Banana relata historias sobre distintos personajes gais, en el mismo universo de ficción que Cucumber, siendo emitida en E4, el canal de pago hermano de Channel 4. Tofu es una serie documental de publicación exclusiva en internet que discute situaciones sexuales planteadas en episodios de las dos series anteriores, con entrevistas al reparto y a gente de la calle y transmitida a través de 4oD, el servicio online de Channel 4.

## Primeros años y carrera juvenil
Stephen Russell Davies nació el 27 de abril de 1963 en el Mount Pleasant Hospital de Swansea (Glamorgan, Gales). Sus padres, Barbara y Vivian Davies, eran profesores de cultura clásica en el área suburbana de Sketty. Davies era el más pequeño de tres hijos y el único varón. Nacido por cesárea, su madre tuvo que ser tratada con un goteo de morfina y sería internada tras sufrir un episodio psicótico provocado por una sobredosis de este fármaco opiáceo. Davies describió la experiencia de su madre con un «literalmente... como de ciencia ficción», además de afirmar que fue una inspiración temprana en su carrera como guionista.
De niño, a Davies le llamaban ya casi exclusivamente por su segundo nombre, Russell. Creció en un hogar en el que «nunca se apagaba la tele» hasta que finalizaba la programación, y de esta forma vio de forma apasionada series como Yo, Claudio y Doctor Who. Uno de sus primeros recuerdos de infancia, a la edad de tres años, fue el final del serial de Doctor Who de 1966, The Tenth Planet, en el que el Primer Doctor moría y se regeneraba en el Segundo. También era un ávido entusiasta de los cómics y los dibujos animados, como Astérix el Galo y Peanuts.
Davies asistió a la escuela primaria local de Tycoch, en Sketty, y se matriculó en la escuela de Olchfa a los once años. En su primer año, los edificios de la escuela principal se cerraron por reformas tras descubrir los inspectores que el cemento usado en la construcción había causado el derrumbe de otros edificios, por lo que las lecciones en esa época las tuvo que tomar en edificios portátiles. Esto estimuló su imaginación para crear historias de suspense, misterio y ciencia ficción acerca de «el edificio principal». También leyó libros como Sons and Lovers de D. H. Lawrence y The Crystal Mouse de Babs H Dea. Este último le influyó tanto que podía «verlo como un eco en cualquier cosa» que escribía.
A la edad de catorce años y tras pasar un casting, se unió al recién formado Teatro Juvenil de West Glamorgan. El fundador y director del grupo, Godfrey Evans, opinaba de Davies que era «un auténtico todoterreno» de gran talento y popularidad entre los demás estudiantes. Trabajar con el grupo le permitió a Davies definir su identidad sexual, ya que tuvo una relación de varios meses con una joven compañera, Rhian Morgan, para más tarde salir del armario como homosexual siendo todavía adolescente.
En 1979, Davies completó la secundaria y se quedó en Olchfa con la ambición de estudiar literatura inglesa en la Universidad de Oxford. Abandonó sus aspiraciones de convertirse en dibujante de historietas después de que un orientador le convenciera de que tendría pocas opciones en ese campo debido a su daltonismo. Durante sus estudios, participó en las tareas del teatro juvenil para crear obras en galés que se representarían en el National Eisteddfod of Wales, incluyendo Pair Dadeni, una obra basada en la colección de mitos de Mabinogion, y Perthyn, un drama sobre la pertenencia a la comunidad y la identidad en el West Glamorgan de principios de los ochenta. Comenzaría a estudiar literatura inglesa en 1981 en el Worcester College de Oxford. Allí descubrió su pasión por la narrativa de ficción, especialmente del siglo XIX y de autores como Charles Dickens.
Davies continuó enviando guiones al teatro juvenil durante sus estudios en Oxford: Box, una obra de la que Evans señaló ya mostraba la tendencia de Davies a confundir a la audiencia mezclando comedia y drama, y que hablaba sobre la influencia de la televisión; In Her Element, centrada en la animación de objetos inertes; y Hothouse, una pieza con influencias del autor Alan Bennett que trataba de las políticas internas en una oficina de publicidad. En 1984, hizo su última actuación para el teatro juvenil y, tras graduarse en Oxford, se matriculó en un curso de Estudios Teatrales en la Universidad de Cardiff, compaginando sus estudios con trabajos esporádicos en el departamento de publicidad del Sherman Theatre. Comenzó su carrera profesional en televisión en 1985 cuando un amigo le sugirió contactar con un productor de televisión que buscaba un artista gráfico temporal para el programa infantil Why Don't You?

## Carrera en la televisión infantil (1985-1994)
Davies se incorporó al departamento infantil de BBC Wales en 1985, donde consiguió contratos de un día a comisión, como ilustrar para Why Don't You?. Al tener que trabajar allí solo tres días al mes, continuó como voluntario por libre para el Sherman Theatre. En 1986, el Sunday Sport se dirigió a él antes del estreno de la publicación para que se hiciera cargo de una tira cómica diaria sobre fútbol, pero Davies rechazó la oferta, preocupado por el contenido pornográfico que iba a ofrecer el periódico. También envió un guion para el serial Crossroads en respuesta a una petición de nuevos guionistas. Fue un guion que nunca utilizaron, ya que cancelaron la serie en 1987. Finalmente, decidió abandonar por completo su carrera en el arte gráfico cuando se dio cuenta de que disfrutaba más escribiendo el diálogo del cómic que haciendo los dibujos.
El 1 de junio de 1987, Davies hizo su primera y única aparición como presentador de televisión en Play School junto a la presentadora regular Chloe Ashcroft. El productor habitual de Why Don't You?, Peter Charlton, opinó que Davies daría «buena imagen en cámara» y le aconsejó que hiciera su carrera de cara al público. Davies tuvo la oportunidad de hacer apariciones esporádicas en un periodo de seis meses, pero solo llegó a presentar un episodio hablando de su trabajo de ilustrador de historias, antes de abandonar el plató diciendo que «no iba a hacerlo nunca más». La aparición se quedó como una broma interna en el mundillo, y siempre le pedían la grabación en las fiestas de trabajo a las que Davies asistía.
En Why Don't You?, Davies hizo diversos trabajos: documentalista, director, ilustrador, ayudante de dirección y publicista extraoficial para las cartas de los fanes. El productor del programa, Dave Evans, fue quien le dio su primer trabajo profesional como guionista en 1986: al entrar Davies en la oficina de Evans para recoger su salario, este le ofreció un aumento de 100 libras por escribir un guion de reemplazo. Ese guion recibió críticas positivas en el departamento, lo que condujo a que le pidieran guiones cada vez de mayor importancia, hasta que consiguió un contrato de seis meses para escribir para el programa después de que reubicaran la producción en Mánchester en 1988. Trabajó en el programa dos años más y finalmente se convirtió en su productor. En ese cargo, supervisó un aumento de las tramas de ficción que triplicó la audiencia, a pesar de que la corporación no permitiera en principio a BBC Manchester crear ficción para niños. Este nuevo estilo en el programa alcanzó su clímax con el último episodio de Davies, una historia en la que los protagonistas de Why Don't You?, liderados por el presentador más veterano, Ben Slade, permanecían atrapados en una cafetería donde una súpercomputadora intentaba matarlos.
Mientras producía para Why Don't You?, Davies diversificó sus tareas dentro del departamento infantil de BBC Manchester: asistía a cursos de dirección, escribía para audiencias de mayor edad con sus contribuciones a DEF II y On the Waterfront; y acompañó a Keith Chegwin a Noruega para asistir a la producción de un documental infantil sobre política. El líder del departamento infantil, Ed Pugh, le ofreció la oportunidad de producir Breakfast Serials, una nueva serie programada para ser emitida a las 8:00 de la mañana. Esta serie incorporaba elementos de comedia non-sequitur y referencias de cultura popular dirigidas a los estudiantes mayores, como por ejemplo una parodia de Land of the Giants. Davies tomaría la decisión de abandonar el departamento infantil y la BBC durante la producción de Breakfast Serials, cuando una amiga le llamó tras la emisión del primer episodio y le señaló que había hecho una «broma sobre la edad de Emily Brontë a las ocho de la mañana». La conversación hizo que Davies se diera cuenta de que estaba escribiendo para el público equivocado. De todas formas, mientras buscaba una carrera en la ficción adulta, Davies produjo de forma independiente tres series más para el público infantil y juvenil: Dark Season, Century Falls y Children's Ward.

### Dark SeasonyCentury Falls

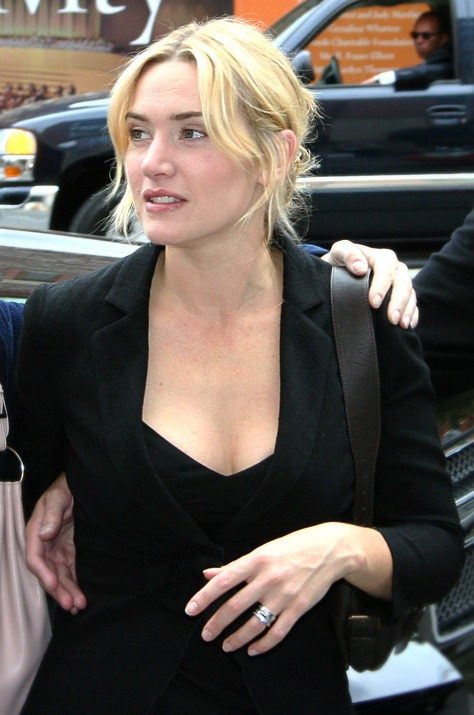
Dark Season fue el papel de lanzamiento para la multipremiada actriz Kate Winslet, que entonces tenía 16 años.

Durante su trabajo en Why Don't You?, Davies supervisó la producción de una historia ambientada en el Lago Ness. Esta historia fue el preludio de su primer trabajo infantil como guionista independiente, Dark Season. El programa, originalmente titulado The Adventuresome Three, iba a incluir a los personajes de Why Don't You? en un escenario íntegramente de ficción inspirado en la infancia de Davies, quien envió el guion a la directora del departamento infantil de la BBC, Anna Home, y a Granada Television. Ambas compañías mostraron interés en producir el programa si se hacían pequeños cambios: Granada quería producirlo como un serial de seis partes, en contra del plan de Davies de dos seriales de tres partes; y Home estaba interesada en realizar el programa con la condición de que tuviera un nuevo reparto de actores y personajes. Davies aceptó la oferta de Homme, y el programa se hizo con el horario y el presupuesto de Maid Marian and her Merry Men, que había sido suspendida el año anterior.
Los primeros tres episodios de Dark Season presentaban a tres jóvenes adolescentes de una escuela secundaria actual, Reet (Kate Winslet), Marcie (Victoria Lambert), y Tom (Ben Chandler), que descubren una trama del villano Mr Eldritch (Grant Parsons) para conquistar el mundo usando los ordenadores del colegio. Los siguientes tres episodios se enfocarían en un nuevo villano: la arqueóloga Miss Pendragon (Jacqueline Pearce), después descrita por Davies como una «maligna lesbiana nazi», que se convierte en parte de la ancestral súpercomputadora Behemoth. Las dos tramas se conectarán al final del quinto episodio, teniendo una resolución común para toda la serie.
Varios elementos de Dark Season reaparecerían en su trabajo posterior como productor ejecutivo de Doctor Who: «Reunión escolar», escrito por Toby Whithouse, comparte el concepto de un antagonista usando ordenadores en un colegio para conquistar el mundo; «El ejército de fantasmas» junta de forma inesperada a los dos villanos principales en el episodio final; y los personajes de Marcie y sus amigos establecen una relación similar, aunque no intencionadamente, a la del Doctor y sus acompañantes. Dark Season fue la primera serie en la que se acreditó como «Russell T Davies». Davies escogió la letra al azar, sin significado y por tanto escrita sin punto, y la añadió para distinguirse del locutor de BBC Radio 4, Russell Davies. También fue la primera serie para la que escribió una novelización, presentando un clímax más desarrollado y anticipando una secuela que tendría lugar en unos recreativos, similar a la que incluyó en el serial de The Sarah Jane Adventures, Warriors of Kudlak.
Tras Dark Season, Davies comenzó a planear una segunda temporada que nunca se produjo, y que habría tenido una estructura similar, con una primera mitad ambientada en los recreativos que mencionaba en la novela, y una segunda en la que se habrían incluido dos gemelos psíquicos y el regreso del villano Eldritch. Sin embargo, el director, Colin Cant, contrató a Davies en 1993 para escribir el guion de otra serie, titulada Century Falls y que se terminaría convirtiendo en una «sucesora espiritual» de esta segunda temporada de Dark Season; de ella tomó la idea de los gemelos psíquicos, estando ambientaba en un pueblo abandonado inspirado en las localidades de Yorkshile Dales y North York Moors.
La trama de Century Falls gira en torno a una leyenda según la cual no ha nacido ningún niño en el pueblo epónimo durante los últimos cuarenta años. La protagonista, Tess Hunter (Catherine Sanderson), es una adolescente con sobrepeso que se muda al pueblo con su madre al principio de la serie. Rápidamente se hace amiga del psíquico Ben Naismith (Simon Fenton) y su hermana gemela Carey (Emma Jane Lavin). Los tres adolescentes investigan el origen de los poderes de Ben y el desastre que causó la legendaria infertilidad en Century Falls.
Century Falls es en concepto mucho más oscura que su predecesora Dark Season y que su trabajo posterior, lo que Davies achacó a la tendencia que en su opinión tienen los guionistas inexpertos a «alejarse de los asuntos oscuros»: en una entrevista en los BAFTA con Davies, Home señaló que ella «estuvo a punto de meterse en problemas, ya que la serie bordeaba unos límites que los que mandaban probablemente no querían sobrepasar»; y la crítica del Daily Mail de la serie consideró que los temas de la serie, que incluía incendios provocados, magia negra y miedo comunal, eran de «una escala normalmente reservada a los espectadores adultos de máxima audiencia». La serie también presentaba una protagonista realista, a quien se mostraba no con el estereotipo de heroína, sino como una adolescente con pocas habilidades sociales, y a la que Ben describe sin tapujos como «una niña gorda», algo que el Daily Mail alabó diciendo que era «algo que desafía a la Policía del Pensamiento». Century Falls fue el último guion que escribió para el departamento infantil de la BBC por catorce años. Había empezado a idear otra sucesora, The Heat of the Sun, una serie que tenía lugar en la Navidad de 1999 y el Año Nuevo de 2000 y que habría tratado sobre poderes psíquicos y la dominación del mundo. Sin embargo, esa serie nunca llegó a producirse.

### Children's Ward
Mientras escribía Dark Season y Century Falls, Davies buscó proyectos independientes en todas las cadenas, incluyendo tres guiones para la comedia infantil de la BBC ChuckleVision. Uno de estos trabajos le llevó en 1991 a Granada Television, donde editó guiones para el drama médico de la ITV Children's Ward bajo la supervisión del futuro productor de Coronation Street, Tony Wood, y de su antiguo jefe Ed Pugh. En 1992 ya había sido ascendido a productor, cargo desde el que incrementaría en la serie la discusión de temas contemporáneos más generales. En 1993, escribió un guion que presentaba a un adolescente infectado con VIH a causa de una transfusión sanguínea, lo que cuestionaba la opinión entonces predominante de que solo los homosexuales contraían sida:

Jason LloydDebes ser maricón si tienes SIDA.
Richard HiggsNo soy gay, y no tengo SIDA. Soy seropositivo. Pero simplemente por probar tu argumento, digamos que soy homosexual. ¿Importaría? ¿Qué diferencia habría?
JasonQue yo te gustaría, ¿verdad?
RichardNo hay chico, chica, hombre o mujer en la tierra a quien tú le puedas gustar. Mira a tu alrededor. ¿Dónde está esa cola de gente que se muere por pedirte una cita? No existen, Jason, porque eres un estúpido, un fanático, y no le importas a nadie ni lo más mínimo.
Russell T Davies Children's Ward, 1993

Davies abandonó el trabajo de productor en Children's Ward en 1994 para producir Revelations, pero continuó escribiendo algunos guiones de la primera de forma ocasional, destacando entre todos ellos el episodio 100 de la serie —en aquel momento titulada The Ward—, que sería emitido en octubre de 1996. En vez de celebrar el hito, Davies escribió para este capítulo un guion sobre un tema que había salido recientemente a la luz: la pedofilia en las salas de chats. El episodio trataba sobre un pequeño fan de Expediente X engañado por un pedófilo con la excusa de ofrecerle una revista especial. En el punto álgido del episodio, el niño cuenta la historia de cómo casi le secuestran y describe a su atacante como «solo un hombre como cualquier otro». El episodio le valió a Davies su primer premio BAFTA, el Premio BAFTA infantil de 1997 al mejor drama.

## Carrera en la televisión adulta (1994-2004)
Mientras producía Children's Ward, Davies siguió buscando otros trabajos independientes como guionista, particularmente en seriales. Su intención era trabajar en la longeva y popular serie de Granada Coronation Street. Mientras perseguía este trabajo, hizo historias para el serial Families y escribió guiones para programas como Cluedo, un concurso basado en el juego de mesa del mismo nombre, y Do the Right Thing, otro concurso presentado por Terry Wogan y con Frank Skinner como panelista regular, basado en el brasileño Você Decide. Un guion suyo para The House of Windsor, un serial sobre los lacayos del Palacio de Buckingham, fue recibido tan pobremente que escribió el resto de sus guiones para esa serie con el seudónimo de Leo Vaughn.
En 1994, Davies abandonó todos sus trabajos de producción cuando se le ofreció ser guionista del serial de late-night Revelations, creado por él junto a Tony Wood y Brian B. Thompson. Se trataba de una deconstrucción irónica de la religión organizada, y presentaba su primer personaje abiertamente LGBT, una párroco lesbiana interpretada por Sue Holderness, que salió del armario en un episodio de dos partes con Carole Nimmons. Davies dijo que la revelación sobre el personaje de Holderness fue consecuencia de la «naturaleza opresiva» de la serie y la entonces reciente admisión de las mujeres como párrocos en la Iglesia de Inglaterra. Después, Davies dejó su contrato con Granada expirar y se embarcó en un nuevo serial de tarde para Channel 4, RU, junto al creador del mismo, Bill Moffat, una productora de la serie anterior de Moffat, Sandra Hastie, y el coguionista Paul Cornell. Aunque el espacio finalmente no se produjo, ya que en su lugar estrenaron Hollyoaks, Cornell y Davies se beneficiaron mutuamente del proyecto: por un lado, Davies presentó a Cornell a los productores de Children's Ward y estableció un contacto con el hijo de Moffat, Steven Moffat; y por otro lado Cornell presentó a Davies a la editorial Virgin Publishing. Para esta editorial, Davies escribió una novela de Doctor Who para el sello Virgin New Adventures, titulada Damaged Goods, y en la cual el Doctor sigue una droga por varias galaxias.
Davies continuó proponiendo series a Channel 4, incluyendo Springhill, un serial apocalíptico que creó junto a sus colegas Frank Cottrell Boyce y Paul Abbott y se emitió simultáneamente en Sky 1 y Channel 4 en 1996 y 1997. Teniendo lugar en el Liverpool suburbano, la serie se centraba en la piadosa familia católica Freeman y sus encuentros y conflictos internos con Eva Morrigan (Katharine Rogers). Mantuvo la línea editorial para la segunda temporada, pero envió menos guiones, ya que Granada le había contratado para escribir para el serial The Grand y el especial directo a vídeo Coronation Street: Viva Las Vegas!. La segunda temporada de Springhill continuó su inclinación por el simbolismo. En particular, representaba a Marion Freeman (Judy Holt) y Eva como personificaciones del bien y el mal, y tenía como clímax un final desarrollado en un futuro distópico ultra liberal. Boyce más tarde comentó que sin el trabajo de Davies, el programa solo hubiera sido una «prueba» para el programa de éxito de Abbott, Shameless.
El siguiente proyecto de Davies fue The Grand, un serial de época que tiene lugar en un hotel de Mánchester durante el período de entreguerras, que diseñó como un programa de calidad en la guerra de audiencias que mantenía la ITV con la BBC, y que se programó para los viernes a las nueve de la noche. Cuando el guionista original abandonó la serie, Granada le contrató para que escribiera la serie completa. Sus guiones para la primera temporada reflejaban el pesimismo del periodo. Cada episodio añadía su propio trauma emocional a los personajes, incluyendo la ejecución de un soldado por deserción, una doncella despedida que amenazó con abortar ilegalmente a su hijo no nacido para sobrevivir, y una historia en varios episodios centrada en la sirvienta Monica Jones que, al matar a su amante en defensa propia, es detenida y finalmente ejecutada por asesinato.
A pesar del tono oscuro de la primera, la serie fue renovada para una segunda temporada, que tuvo un tono más ligero y más énfasis en el desarrollo de personajes, algo que Davies atribuyó a su amiga Sally, que ya le había avisado anteriormente del humor adulto de Breakfast Serials, y le dijo que su programa era demasiado deprimente comparado con la vida real. Davies señaló el sexto y octavo episodio de la segunda temporada como el momento en que maduró como guionista: para el sexto, utilizó recursos narrativos entonces poco explorados como el flashback para explorar la homosexualidad reprimida del camarero del hotel y las actitudes sociales respecto a la sexualidad en los años veinte; y señaló el octavo episodio como cuando dejó que la serie «adquiriera vida propia» insertando deliberadamente recursos argumentales como McGuffins para aumentar el respiro cómico de la serie. Aunque fue bien recibida, la audiencia de la temporada no fue la suficiente para garantizar una tercera. Tras la cancelación de la serie en 1997, Davies tuvo una crisis existencial tras estar a punto de morir por una sobredosis accidental. La experiencia le convenció de desintoxicarse y decidió homenajearla produciendo una serie que celebrara su homosexualidad.

### Queer as Folk

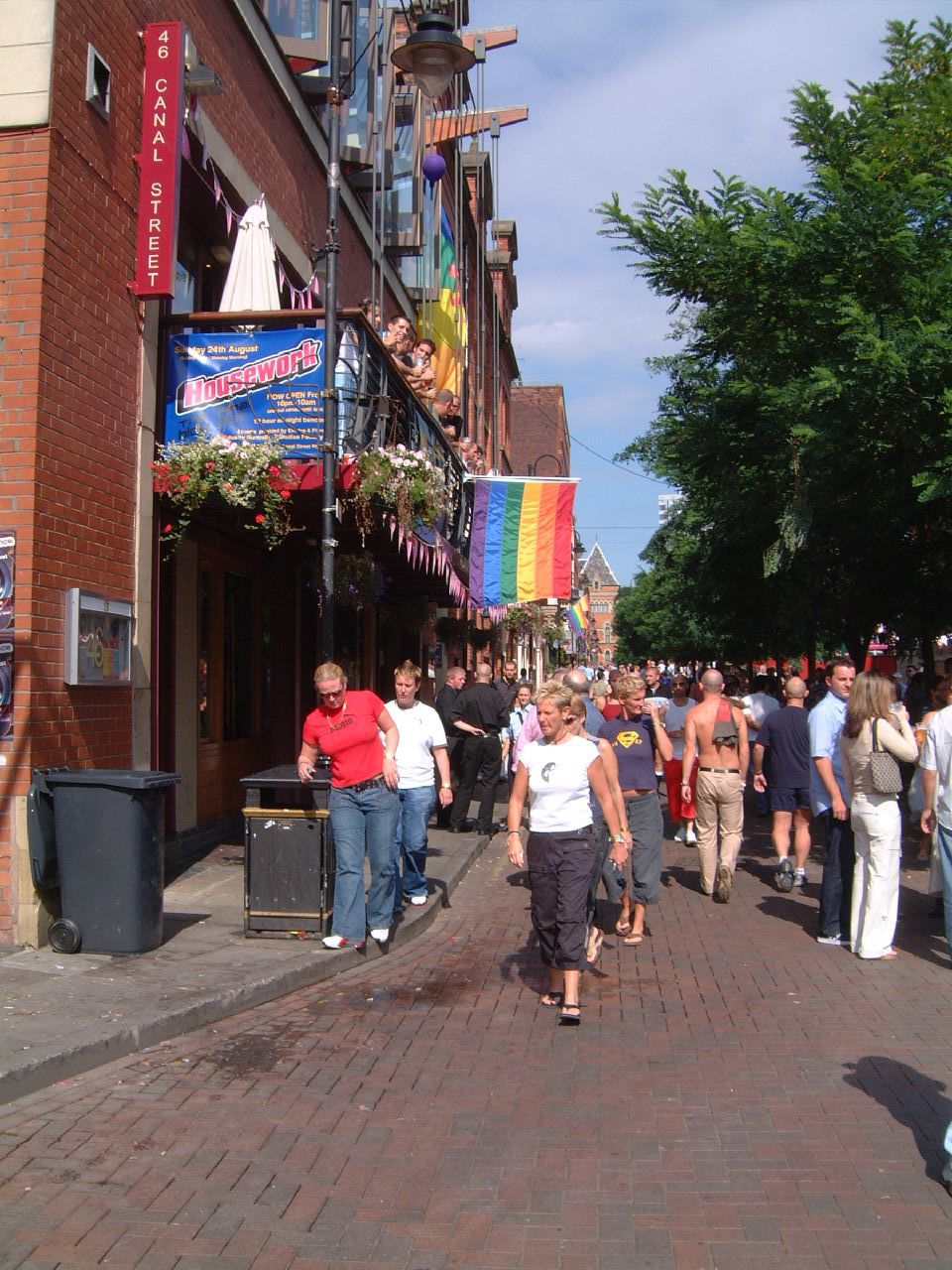
El distrito gay de Mánchester en Canal Street fue una fuente principal de inspiración para la serie Queer as Folk y, más tarde, Bob & Rose.

Tras su experiencia cercana a la muerte, Davies comenzó a desarrollar una serie para Channel 4 que reflejara «el estilo de vida hedonista» del ambiente gay de Mánchester que estaba dejando atrás. Animado por los exejecutivos de Granada, Catriona McKenzie y Gub Neil, a que «se hiciera gay», la serie se enfocó en un grupo de amigos del ambiente gay de Mánchester, y la tituló inicialmente The Other End of the Ballroom, y más tarde Queer as Fuck. Para febrero de 1998, cuando completó el primer borrador para la première de la serie, esta ya tenía su título definitivo, Queer as Folk. La serie emulaba a dramas como Band of Gold al presentar discusiones realistas sobre la sexualidad, en oposición a los personajes gays «bidimensionales» de seriales como Eastenders, y evitando «discusiones trascendentales» sobre temas como el VIH, en su lugar centrándose en el ambiente festivo de Canal Street.
Tras escribir el episodio piloto, Davies comenzó a buscar actores para los personajes principales. Christopher Eccleston fue su primera elección para el papel de Stuart Jones. Sin embargo, Eccleston lo rechazó por su edad, y sugirió para el papel a su amigo Aidan Gillen. Los papeles de Vince Tyler y Nathan Maloney fueron rápidamente asignados a Craig Kelly y Charlie Hunnam respectivamente, y el personaje secundario de Alexander Perry, originalmente escrito para el productor de televisión Phil Collinson durante su corta carrera en la interpretación, fue interpretado por Antony Cotton, que después haría el personaje gay de Sean Tully en Coronation Street. La serie recibió un presupuesto de tres millones de libras, y fue producida por Red Productions, perteneciente a su amiga y antigua colega Nicola Schindler, y filmada por el director de Cracker y Hillsborough, Charles McFougall, y la directora de The Grand Sarah Hardin en localizaciones en Mánchester. Los ocho episodios de 40 minutos de los que constaba la serie emulaban experiencias de su vida social. En uno de ellos, el personaje menor de edad Phil Delaney (Jason Merrells) muere por una sobredosis de cocaína sin que nadie de su círculo social se dé cuenta.
La serie se emitió a principios de 1999, cuando el Parlamento del Reino Unido estaba discutiendo la igualdad LGBT. La serie se estrenó el día que la Casa de los Lores discutía la ley que rebajó la edad de consentimiento sexual para parejas homosexuales a los 16 años. El estreno fue polémico, en particular porque mostraba al personaje de Nathan, de quince años, en un encuentro sexual con un hombre mayor. La comisión Ofcom recibió 136 quejas y la serie recibió fuertes críticas de algunos padres y de la activista conservadora Mary Whitehouse. La polémica aumentó cuando el patrocinador Beck's se retiró tras varios episodios y los activistas homosexuales se quejaron de que la serie no era representativa de la cultura gay. Aun así, la serie tuvo tres millones y medio de espectadores por episodio, recibió reacciones generalmente positivas de los fanes, y fue renovada para un episodio especial de dos partes al año siguiente.
Queer as Folk 2 se emitió en febrero de 2000 y tuvo como trama argumental la boda de la medio-hermana de Vince. Los especiales pusieron un énfasis especial en la relación de Vince y Stuart, y terminó con su partida a otro ambiente gay en una especie de pastiche de Grease, mientras Nathan tomó el papel de líder de la siguiente generación del ambiente de Mánchester. A cuenta del especial, Davies ideó un spin-off que se hubiera titulado Misfits, y que habría sido un serial de late-night que tendría lugar en la pensión de la madre de Vince, Hazel, y también ideó The Second Coming, una serie que hablaba de la segunda venida de Cristo en el Mánchester contemporáneo. Channel 4 rechazó Misfits en diciembre de 2000, y aunque al principio aprobó The Second Coming, después la rechazó tras un cambio del personal ejecutivo. Tras la cancelación de The Second Coming, Davies abandonó Channel 4 y juró no volver a trabajar con ellos nunca más.

### Bob & Rose
Shindler continuó presentando The Second Coming a otros canales de televisión mientras Davies buscó otras aventuras. Su siguiente serie, Bob & Rose, está basada en un amigo gay que se casó con una mujer y tuvo un hijo. Davies vio que esta relación era una idea prometedora para contar una historia de amor poco convencional y le pidió permiso a la pareja para desarrollar una serie sobre su relación. Tras diseñar inicialmente la serie centrándose en los prejuicios que sus amigos gais y él habían mostrado, Davies se dio cuenta de que estaba creando caricaturas con el objetivo de exponerlas, por lo que en lugar de esto decidió realizar una comedia romántica tradicional y darle a la pareja los nombres tradicionalmente británicos de Bob Gossage y Rose Cooper.
Para simular una historia de amor clásica, la trama requería antagonistas, y estos fueron la mejor amiga de Bob y compañera profesora Holly Vance, y el novio de Rose, Andy Lewis (Daniel Ryan). Mientras Andy, llamado como el novio de Davies, Andrew Smith, era un personaje menor que se marchó en el tercer episodio, Holly apareció durante toda la serie. Bob & Rose aunque seguía un formato similar a Queer as Folk, en particular en el triángulo de los personajes compuesto por una pareja y un tercero que vivía en el Mánchester contemporáneo, daba la vuelta a la tradicional historia de «salir del armario» centrándose en la a priori poco realista atracción de Bob hacia Rose. Bob describe su vida sexual simplemente con la frase «Me gustan los hombres, y ella.» La serie era similar a la película de 1997 Persiguiendo a Amy de Kevin Smith, ya que ambas mostraban un romance entre un personaje hetero y otro gay con el ostracismo resultante de los círculos sociales de la pareja.
Al igual que Queer as Folk, Bob & Rose contribuyó al debate político sobre los derechos LGBT. Una de las subtramas habla de las presiones de un grupo ficticio llamado Padres Contra la Homofobia, liderado por la madre de Bob, Monica (Penelope Wilton), una ardiente defensora de los derechos de los homosexuales, y su campaña para derogar una ley conocida como «la sección 28», que prohibía a las autoridades locales «promocionar intencionadamente la homosexualidad». Esta subtrama tiene su clímax en el cuarto episodio, cuando Monica y Bob lideran una acción en la que se encadenan a un autobús de una compañía que donó millones para mantener la ley en activo. Esta escena está directamente basada en las protestas reales contra la compañía de transportes Stagecoach por el apoyo político y financiero de su fundador Brian Souter de la Sección 28, y de hecho la intención de Davies era utilizar explícitamente el nombre de Stagecoach en el guion. También está inspirada en protestas anteriores del grupo de presión de derechos LGTB Outrage!
Tras lograr vender el programa a ITV, Red Productions se unió a Davies para el casting, e inicialmente se dirigió a la estrella de Jonathan Creek, Alan Davies, para el papel de Bob. Sin importarle no ser gay, Allan Davies aceptó calurosamente el papel y pasó varias semanas investigando de primera mano el ambiente gay de Mánchester con el director de la serie Joe Wright. En lugar de a su orientación sexual, le puso más pegas a que Bob fuera fan del Manchester United F.C., el equipo por el cual Shindler le había dado nombre a Red Productions, porque él era hincha del Arsenal F.C. El papel de Rose fue para Lesley Sharp, su primer papel protagonista tras interpretar personajes secundarios en los anteriores espectáculos de Red, Playing the Field y Clocking Off, y Jessica Stevenson fue elegida como Holly por la directora de dramáticos de la ITV, Nick Elliott, basándose en su interpretación en la comedia de Channel 4 Spaced.
La serie se filmó en los suburbios del sur de Mánchester entre marzo y junio de 2001, y utilizaron la propia casa de Davies como green room. Fue la única colaboración de Red y Davies que no contó con la música del futuro compositor de Doctor Who, Murray Gold. La banda sonora era una composición de Martin Phipps inspirada en el trabajo de Hans Zimmer en la película de 1993 True Romance. Se emitió la noche de los lunes entre septiembre y octubre de 2001. Aunque fue alabada por la crítica y ganó dos British Comedy Awards y una nominación a un British Academy Television Award, la serie tuvo audiencias más bajas de lo esperado y los dos últimos episodios acabaron emitiéndose en late-night. Aunque la serie no tuvo tanto éxito como había esperado, ayudó a Davies a arreglar su relación con su madre poco antes de su muerte, justo después de la emisión del cuarto episodio, que él ve como «posiblemente lo mejor que he escrito nunca».

### The Second Coming
Poco después de la emisión de Bob & Rose, Abbott le pidió a Davies que escribiera para su nuevo espectáculo de la BBC Linda Green. Davies aceptó la oferta y escribió un episodio donde el personaje titular (interpretado por Liza Tarbuck) y sus amigos asistían al funeral de una compañera de colegio y se sentían psicológicamente perseguidos por la vida solitaria de la fallecida. Su primer trabajo para la BBC tras ocho años permitió a la cadena proponerle a Davies varias ideas sobre dramas de época, pero Davies las fue rechazando todas una tras otra, ya que lo único que él quería hacer en la BBC era revivir Doctor Who, que ya llevaba fuera de emisión más de una década. En 2002, se encontró con la BBC para discutir el regreso de la serie y para producir The Second Coming. La BBC no podía encargarse del proyecto, por lo que Davies volvió a rechazar trabajar con ellos. Tras rechazar la BBC The Second Coming, Shindler propuso que enviara el proyecto a ITV. A pesar del controvertido mensaje de la historia, el éxito de crítica de Bob & Rose animó al canal a aceptar la producción de la serie.
The Second Coming había estado varios años en proceso de creación y Davies la había reescrito varias veces desde el primer borrador que había presentado a Channel 4 en 2000, pero mantenía la idea principal consistente en una descripción realista de la Segunda Venida de Cristo y de una deidad centrada en la humanidad. Una eliminación importante del guion final, por cuestiones de tiempo, fue una secuencia larga titulada «Night of the Demons», en la que el personaje principal, un ayudante de tienda llamado Stephen Baxter que descubre ser la reencarnación de Cristo, llena un hotel con sus discípulos y se encuentra con que varios de los empleados del hotel han sido poseídos por el demonio. También se eliminaron otras secuencias similares para crear un thriller ambientado en los días anteriores al Juicio Final.
Davies quería un actor experimentado para interpretar a Stephen, y le ofreció el papel a Christopher Eccleston, a quien ya había ofrecido el papel de Stuart en Queer as Folk, por su interpretación como Nicky Hutchinson en el drama Our Friends in the North. Eccleston aceptó el papel y ayudó a Davies a hacer el personaje más humano cuando se dio cuenta de que «Baxter se estaba perdiendo entre sus pronunciamientos más elevados». El personaje de Judith, que representaría la caída de Dios, fue asignado a Lesley Sharp tras su interpretación en Bob & Rose, y el papel del demonio fue para Mark Benton.
The Second Coming fue controvertida ya desde su concepción. Cuando era un proyecto de Channel 4, fue tema de un artículo en el Sunday Express, un año antes de la fecha en que se pretendía emitir originalmente la serie, a finales de 2001. La serie volvió a recibir críticas cuando se rumoreó que se iba a emitir en la Semana Santa de 2003. Finalmente la serie se emitió en dos noches consecutivas de 9 a 10 de la noche, con 6,3 y 5,4 millones de espectadores respectivamente, y recibió reacciones mixtas de la audiencia: Davies recibió amenazas de muerte por su mensaje ateísta y críticas por su final carente de clímax, pero recibió dos nominaciones a los Television Awards y otra para un Royal Television Society Award.

### Mine All Mine
En el tiempo cercano a la muerte de su madre, Davies regresó varias veces a su tierra natal en Swansea, y allí se fijó en el tema de la familia. Durante una de sus visitas, se dio cuenta de que aún no había escrito nunca una serie ambientada en Gales. De esta forma, comenzó a crear una serie sobre una familia que descubre que le pertenece la totalidad de la ciudad de Swansea. The Vivaldi Inheritance, a la que finalmente tituló Mine All Mine, estaba basada en el cuento del pirata galés Robert Edwards y la reclamación de sus descendientes por 77 acres de tierra en Lower Manhattan, en la ciudad de Nueva York. La serie supuso el abandono por parte de Davies de su estilo anterior de crítica social experimental. Por el contrario, diseñó la serie como una comedia comercial protagonizada por actores galeses. De hecho, Davies y Red Productions incluso pensaron que apareciera haciendo un cameo la actriz de Hollywood nacida en Swansea Catherine Zeta-Jones.
Como la serie estaba centrada en una familia completa, Red Productions recibió la tarea de elegir once actores principales: el papel del patriarca de la familia, Max Vivaldi, fue para Griff Rhys Jones, ya que la ITV pidió que en el reparto se incluyera actores de trayectoria consolidada; Rhian Morgan, la exnovia de Davies en el teatro juvenil, fue elegida como la mujer de Max, Val; Sharon Morgan como la hermana de Max, Stella; Joanna Page como Candy Vivaldi; Matthew Barry y Siwan Morris como los hijos de los Vivaldi, Loe y Maria; la actriz de Hi-de-Hi Ruth Madoc como la hermana de Val, Myrtle Jones; y Jason Hughes como el novio de María, Gethin. La serie, específicamente la composición de la familia de dos hijas y un hijo gay, era un reflejo de la propia infancia de Davies, hasta el punto de que su novio y él se referían a la serie como «la broma privada».
Davies escribió originalmente la serie en seis partes, pero al final eliminó un trozo grande del quinto episodio porque el reparto expresó preocupaciones por el ritmo. La filmación tuvo lugar a finales de 2003 bajo la dirección de Sheree Folkson y Tim Whitby, y utilizó muchas áreas de Swansea con las que Davies estaba familiarizado desde su infancia. La estructura definitiva de la serie fue de cuatro episodios de una hora de duración y un quinto episodio final de hora y media, que se emitieron los jueves por la noche las semanas antes de la Navidad de 2003. Finalmente, Mine All Mine sería su serie de menor éxito y terminó con apenas dos millones de espectadores, echándole más tarde la culpa a la alta excentricidad de la producción.

### Casanova
Poco después de la emisión de Mine All Mine, la BBC contrató a Davies para producir el regreso de Doctor Who, terminando así con los diez años que estuvo presionando a la BBC para que la serie regresara a las ondas. En ese momento, estaba desarrollando dos guiones: el primero era una adaptación del escándalo de Charles Ingram de ¿Quién quiere ser millonario?, que canceló al aceptar el trabajo en Doctor Who; y el segundo era una adaptación de la vida del aventurero y amante veneciano Giacomo Casanova, que sería su siguiente programa para Red Productions.
El trabajo de Davies en Casanova comenzó cuando los productores de London Weekend Television, Julie Gardner, Michele Buck y Damine Timmer, contactaron con él para escribir una adaptación al siglo XXI de Historia de mi vida, las memorias de Casanova. Davies aceptó realizar el guion de la serie porque le pareció «el mejor tema del mundo» y porque, tras leer las memorias, pensó en crear una descripción realista de Casanova en vez de perpetuar el estereotipo del amante hipersexual. Escribió la serie originalmente para la ITV, pero la rechazaron cuando no lograron llegar a un acuerdo sobre la duración del serial. Poco después de este rechazo, Gardner consiguió una posición como jefa de dramáticos en BBC Wales, y llevaron allí la idea. La BBC aceptó producir la serie, pero solo podía proporcionar el dinero requerido si una compañía regional independiente se encargaba de producirla. Así, Davies se dirigió a Shindler, que aceptó convertirse en el quinto productor ejecutivo de la serie.
El guion de Davies tiene lugar en dos tramas temporales y requería dos actores diferentes para el protagonista: el intérprete del viejo Casanova fue el ganador de un Globo de Oro y Premio Honorífico de la Academia Peter O'Toole, y de interpretar al joven Casanova se encargó el nominado a un premio Olivier y actor televisivo en ascenso David Tennant. El serial tiene lugar principalmente durante los primeros años de la vida adulta de Casanova, y describe su vida entre tres mujeres: su madre (Dervla Kirwan), su amante Henriette (Laura Fraser), y su consorte Bellino (Nina Sonanya). El guion toma un enfoque diferente al del serial de 1971 de Dennis Potter. Mientras que aquel se centraba en el sexo y la misoginia, el serial de 2005 se enfoca en la compasión y el respeto a las mujeres de Casanova.
Casanova se filmó a la vez que los primeros episodios de la nueva Doctor Who, lo que significó que los productores de ambos proyectos, incluidos Davies y Gardner, tenían que hacer viajes diarios continuos entre la producción de Casanova en Lancashire y Cheshire, y la de Doctor Who en Cardiff. Red Productions también filmó localizaciones en el continente, en una casa señorial de Dubrovnik (Croacia), y coincidieron con el equipo de producción de la película de 2005 del mismo título de Lasse Hallström en Venecia. Los dos equipos de producción compartieron recursos y recibieron los nombres extraoficiales de «Pequeño Casanova» la serie y «Gran Casanova» la película. Cuando el serial se estrenó en BBC Three en marzo de 2005, el primer episodio atrajo a 940.000 espectadores, un récord para un drama de estreno en el canal. Sin embargo, el hito fue rápidamente eclipsado en BBC One por el regreso de Doctor Who el mismo mes.

## Doctor Who(2005–2010) y series relacionadas
Cuando vio la escena de regeneración del Primer Doctor (William Hartnell) en el Segundo (Patrick Troughton) al final del serial de 1966 The Tenth Planet, Davies «se enamoró» de la serie Doctor Who, y se dedicó en su adolescencia a escribir en su diario críticas de los seriales que iba viendo de la misma. De sus guionistas favoritos de la época destaca Robert Holmes, editor de guiones de la serie entre 1974 y 1977, a quien consideraba un héroe en su infancia. Más adelante, durante su carrera, alabó la forma creativa en que la BBC utilizó sus estudios para crear «terror y claustrofobia» en el serial de 1975 The Ark in Space, su serial favorito de la serie original. También afirmó que el primer episodio de The Talons of Weng-Chiang (1977) presentaba «el mejor diálogo jamás escrito; comparable a Dennis Potter». Lo primero que había hecho como guionista también fue relacionado con Doctor Who. En 1987, envió un guion sobre un productor y emisor de noticias intergalácticas, pero Andrew Cartmel, editor de guiones de la serie en esa época, se lo rechazó, sugiriéndole que se dedicara a escribir historias más prosaicas sobre «alguien preocupado por la hipoteca, el matrimonio y su perro». Ese guion más tarde lo reescribiría y reciclaría, emitiéndose como «Una jugada larga» en 2005.
Desde finales de los noventa, Davies había estado presionando a la BBC para que sacara a la serie de su letargo, y comenzó a tener conversaciones serias sobre el tema con ellos entre finales de 1998 y principios de 2002. Su propuesta para la serie la actualizaba para que gustara a la audiencia del siglo XXI, de las siguientes formas: la serie se filmaría en película en vez de en vídeo; la duración de cada episodio sería el doble, de los 25 minutos tradicionales a en torno a 50; los episodios se desarrollarían mayoritariamente en la Tierra, al estilo de la época del Tercer Doctor en UNIT; y Davies eliminaría el «exceso de equipaje» de la mitología de la serie, deshaciéndose de Gallifrey y de los Señores del Tiempo. La proposición de Davies competía con otras tres: la de Dan Freeman que potenciaba lo fantástico, la de Matthew Graham que era de estilo gótico, y la de Mark Gattis que consistía en un reboot de la serie que convertía al Doctor en el portavoz de la audiencia en lugar del acompañante. Davies también tomó ideas prestadas de dos series de televisión estadounidenses de género fantástico, Buffy la cazavampiros y Smallville. De Buffy tomó principalmente el recurso de presentar un arco argumental que abarcara de fondo toda una temporada y el presentar un «gran villano».
La BBC logró resolver en agosto de 2003 los problemas legales por los derechos de producción que habían surgido de la coproducción entre BBC, Universal Studios y FOX de la película de 1996 de Doctor Who, y así la directora de BBC One, Lorraine Heggessey, y la directora de la Comisión de Dramáticos, Jane Tranter, contactaron con Gardner y Davies para que diseñaran el regreso de la serie para emitirla en prime-time los sábados por la tarde, dentro de su plan de devolver la producción a suelo patrio. Para mediados de septiembre del mismo año, Davies y Gardner aceptaron la tarea de producir la serie junto a Casanova.
La propuesta de Davies para Doctor Who era la que había escrito originalmente. Previamente, optó por señalar a los ejecutivos ideas sobre la serie, y se ofreció a escribir el episodio piloto, ya que pensaba que una propuesta realizada por él mismo le hacía «sentirse como si estuviera matando el trabajo». La propuesta, de quince páginas de extensión, esbozaba a un Doctor descrito como «tu mejor amigo, alguien con quien querrías estar todo el tiempo» y a la joven de diecinueve años Rose Tyler (Billie Piper) como la «pareja perfecta» para el Doctor; evitaba hacer referencia a los cuarenta años de historia anteriores salvo «las partes buenas», mantenía la TARDIS y los Daleks, recuperaba el destornillador sónico, y le daba a la serie un enfoque más humanizado. Envió este esbozo a la BBC en diciembre de 2003, y obtuvo autorización para realizar una temporada de trece episodios a condición de que la producción la controlara BBC Worldwide y que Julie Gardner utilizara un presupuesto razonable.
La primera temporada moderna de Doctor Who presentó ocho guiones escritos íntegramente por Davies, mientras que los demás se los asignó a dramaturgos y escritores con experiencia en la serie: Steven Moffat escribió una historia en dos partes, y Mark Gatiss, Robert Shearman y Paul Cornell escribieron un guion cada uno. Davies también contactó con su viejo amigo Paul Abbott y con la autora de la saga Harry Potter, J. K. Rowling, para que escribieran para la serie, pero ambos rechazaron la propuesta por tener otros compromisos previos. Una vez tuvo listo a su equipo de guionistas, Davies declaró que no tenía intención de dirigirse a ningún autor de la serie clásica, ya que el único con el que le hubiera gustado trabajar era Robert Holmes, y había muerto en 1986.
Para principios de 2004, la serie ya había entrado en el ciclo de producción. Davies, Gardner y el director de dramáticos de la BBC, Mal Young, serían los productores ejecutivos, mientras Phil Collinson, un antiguo colega de Granada, sería el productor. La tarea oficial de Davies como jefe de guionistas y productor ejecutivo o show runner consistía, además de cuidar de todos los aspectos de producción, en crear el esqueleto de una trama para la temporada entera, teniendo con los guionistas unas llamadas «reuniones de tono» para identificar correctamente el tono de cada episodio. Esas reuniones consistían en describir con una sola palabra el tono que debía tener cada episodio. Por ejemplo, la «palabra de tono» para el episodio «El niño vacío» que escribió Moffat era «romántico».
El equipo de producción también tenía la tarea de encontrar al actor adecuado para interpretar al Doctor. Entre aquellos con los que contactaron para el papel destacan los actores Hugh Grant y Rowan Atkinson. Para cuando Young sugirió a Davies que hiciera el papel Christopher Eccleston, que ya había trabajado con Davies en The Second Coming y Our Friends in the North, este era uno de los tres que quedaban en la criba para el papel. En el mundillo se rumorea que los otros dos candidatos eran Alan Davies y Bill Nighy. Eccleston aportó su grano de arena en la interpretación del Doctor aportando a su personalidad características inspiradas en su trato con Davies, lo más notable la coletilla «¡Fantástico!» que solía pronunciar el Doctor y que Davies también solía pronunciar.

El mensaje central del programa es: agárrate a la vida, es breve, disfrútala. El Doctor siempre está diciendo «¿no es fantástico?», que es una de las palabras favoritas de Russell. «Mira a ese alienígena azul, ¿no es fantástico? Oh, está intentando matarme. No importa, vamos a resolverlo.»
Christopher Eccleston

El rodaje de la serie comenzó en julio de 2004, con localización en Cardiff para «Rose». El principio del rodaje creó estrés en el equipo de producción por circunstancias imprevistas: muchas escenas del primer bloque de producción tuvieron que rodarse otra vez porque el metraje original se dañó; las prótesis para los Slitheen de «Alienígenas en Londres» y «Tercera Guerra Mundial» eran claramente diferentes a las de los modelos generados por ordenador; y la BBC entró en un bloqueo en las negociaciones con la institución de Terry Nation por los derechos para asegurar la presencia de los Daleks en el episodio «Dalek»; Davies y el guionista del episodio Rob Shearman se vieron forzados a reescribir el guion para presentar otra raza distinta, aunque finalmente Gardner logró asegurar los derechos un mes más tarde de que lo hicieran. Tras el primer bloque de producción, que Davies describió como «estrellarse contra un muro de ladrillos», el resto de la producción se facilitó notablemente a la vez que la gente del equipo fueron familiarizándose unos con otros.
El primer episodio de la nueva Doctor Who, «Rose», se emitió el 26 de marzo de 2005. Tuvo una audiencia de 10,8 millones de espectadores y una recepción favorable de la crítica. Cuatro días después del estreno, Tranter aprobó un especial navideño y la segunda temporada de la serie. La rueda de prensa en que iban a anunciar esto quedó inicialmente eclipsada por la filtración de que Christopher Eccleston abandonaría el papel tras una temporada. En la misma rueda de prensa, se anunció a David Tennant como el reemplazo de Eccleston.
Tennant recibió la oferta de hacer el papel cuando estaba viendo junto a Davies y Gardner la producción Casanova antes de su estreno. Al principio, pensó que le estaban gastando una broma, pero tras darse cuenta de que hablaban en serio, aceptó el papel. Realizaría su primera aparición en «El momento de la despedida», el episodio final de la primera temporada. Mientras Davies permaneció en la serie, Doctor Who continuó siendo uno de los programas bandera de la BBC, provocando un aumento récord en las ventas de Doctor Who Magazine, un aumento de novelas de la serie, el lanzamiento de una revista infantil, Doctor Who Adventures, y la venta de merchandising de la serie, con juguetes del destornillador sónico y los Daleks, entre otros. La popularidad de la serie también provocó un resurgimiento de los dramáticos familiares para la noche del sábado. Series como Primeval, de ITV o Robin Hood y Merlin, de la BBC, se crearon específicamente para ese horario. La BBC también pidió a Davies que creara varios spin-offs de la serie. Finalmente creó dos: Torchwood, dirigida a un público adulto, y The Sarah Jane Adventures, dirigida a un público más infantil.

### TorchwoodyThe Sarah Jane Adventures
«Con Doctor Who solíamos fingir que ciertas partes de Cardiff eran Londres, o Utah, o el planeta Zog. En cambio Torchwood va a ser Cardiff de verdad. Pasaremos alegremente por el Centro del Milenio de Gales y diremos, Mira, ahí está el Centro del Milenio»
Russell T Davies, abril de 2006

En octubre de 2005, en el apogeo de la popularidad de Doctor Who, el director de BBC Three, Stuart Murphy, invitó a Davies a crear un spin-off de la serie. Torchwood (el nombre es un anagrama de las palabras «Doctor Who» que se utilizó como título falso para prevenir filtraciones durante el rodaje de la primera temporada de la serie) incorporaba ideas de un proyecto abandonado anteriormente por Davies titulado Excalibur. El protagonista sería el viajero en el tiempo pansexual Jack Harkness (John Barrowman), acompañante del Doctor en la segunda mitad de la primera temporada de Doctor Who, junto a un equipo de cazadores de alienígenas establecido en Cardiff. La producción comenzó en abril de 2006 y se promocionó a través del arco argumental de la segunda temporada de Doctor Who. En ella, se presentaba a Torchwood como una organización al margen del gobierno que monitoriza, explota y oculta a la opinión pública la existencia de vida y tecnología extraterrestre, que fundó la reina Victoria del Reino Unido tras los eventos del episodio de Doctor Who «Dientes y garras». Desde su estreno, Torchwood se convirtió en una de las series más populares de BBC Three. Sin embargo, recibió críticas por el tratamiento «adolescente» de temas sexuales y violentos. Así, el equipo decidió retocar el formato en la segunda temporada para que esos temas adultos se trataran con más sutileza.
Al mismo tiempo, la CBBC contactó con Davies para que produjera una serie que describieron como El joven Doctor Who. Davies se mostró reacio a crear una serie que disminuyera el misterio del personaje del Doctor, y en su lugar les propuso otra serie protagonizada por Elisabeth Sladen como la antigua y popular acompañante del Doctor Sarah Jane Smith, que se titularía The Sarah Jane Adventures. Esta serie narra las peripecias de Sarah Jane y unos chicos del colegio local mientras investigan sucesos extraterrestres en el municipio de Ealing (Londres). Su episodio piloto fue el episodio de Doctor Who «Reunión escolar», de la segunda temporada, y el estreno propiamente dicho se hizo en el especial «Invasion of the Bane» emitido el 1 de enero de 2007. La serie tuvo mucho más éxito que aquella que se intentó hacer en 1981, K-9 and Company, también protagonizada por Sarah Jane; recibió críticas más favorables que Torchwood, y tuvo una audiencia objetivo significativa, comparable a la de los episodios de Doctor Who de los setenta.
El trabajo de administrar como productor ejecutivo tres series al mismo tiempo hizo que Davies delegara las tareas de guion de Torchwood y The Sarah Jane Adventures a otros guionistas, mientras él se concentró en escribir en Doctor Who. Después de que Billie Piper como Rose Tyler abandonara la serie al final de la segunda temporada, Davies sugirió un tercer spin-off, que se hubiera titulado Rose Tyler: Defensa de la Tierra, y que hubiera sido una serie de especiales anuales que se hubieran emitido en los Bank holiday, y que hubiera presentado a Rose trabajando en el Torchwood del universo paralelo en el que se quedó al final de «El día del Juicio Final» (2006). Sin embargo, Davies acabó decidiendo desechar este spin-off, a pesar de que ya se había hecho el presupuesto, ya que pensó que Rose debía permanecer fuera de cámara.

### The Writer's Taley la cuarta temporada deDoctor Who

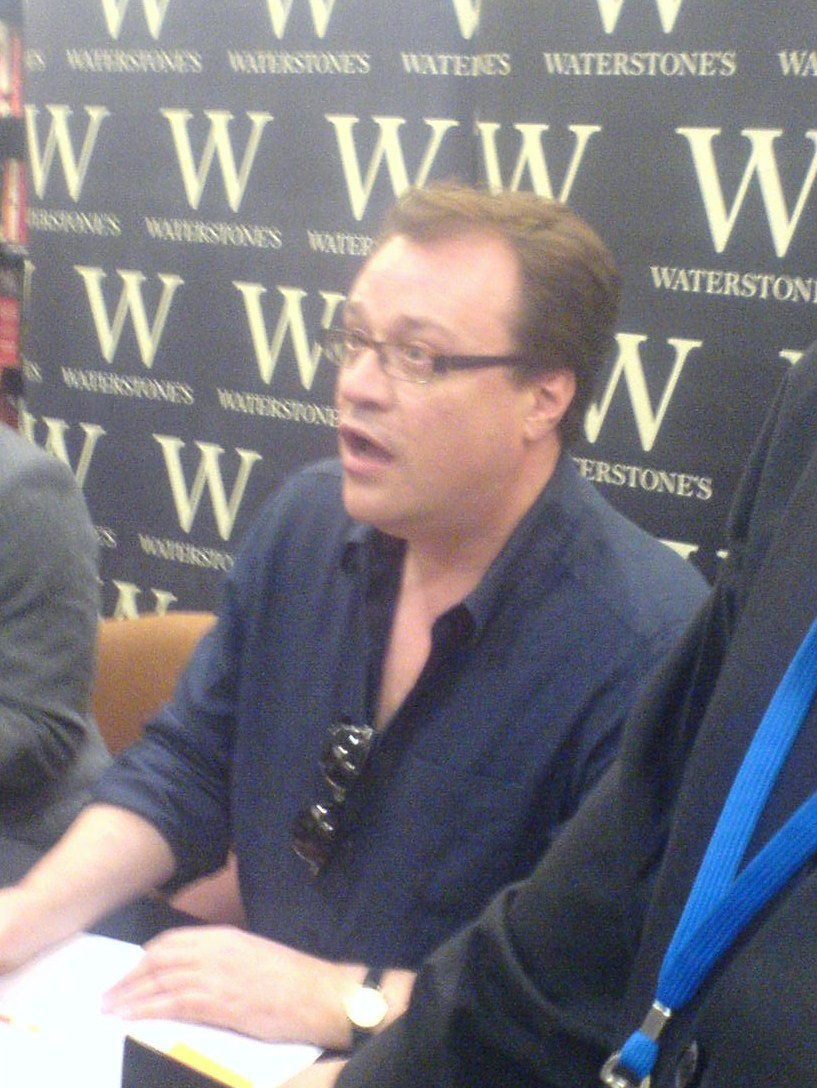
Davies en una firma de libros por The Writers Tale en Waterston, en el Trafford Center, en Gran Mánchester, el 9 de octubre de 2008.

En septiembre de 2008, BBC Books, un sello de Random House Publishing, publicó The Writer's Tale, una colección de emails entre Davies y Radio Times y el periodista de Doctor Who Magazine Benjamin Cook. Llamado la «Gran Correspondencia» por Davies y Cook, The Writer's Tale cubre el periodo entre febrero de 2007 y marzo de 2008, y explora el proceso que sigue Davies para escribir y el desarrollo de sus guiones para la cuarta temporada de Doctor Who: «El viaje de los condenados», «Compañeros de delitos», «Medianoche», «Gira a la izquierda», «La Tierra robada» y «El fin del viaje». El primer capítulo del libro se concentra en las «grandes preguntas» de Cook sobre el estilo de escritura de Davies, cómo desarrolla personajes, usando como ejemplos de contraste los personajes de Donna Noble de Doctor Who y Tony Stonem de Skins, cómo formula ideas para sus historias, y contesta a la pregunta «¿por qué escribes?». Tras narrar varias semanas de ese proceso narrativo, Cook asume el papel de consejero extraoficial para el guion y el desarrollo de la serie. El epílogo del libro consiste en una serie de intercambios entre Davies y Cook: Cook cambia su papel en el libro de «Invisible Ben» por el de «Visible Ben», y recomienda encarecidamente cambiar drásticamente el final de «El fin del viaje», de la idea original de colocar un cliffhanger similar al de los finales de las tres temporadas anteriores, a otro final melancólico que mostrase simplemente al Doctor a solas en la TARDIS, que fue el final definitivo. Tras tres días de deliberación, Davies aceptó la sugerencia de Cook y le dio las gracias por mejorar el episodio.
Tras el lanzamiento del libro, Davies y Cook se embarcaron en una gira de cinco firmas de libros para promocionar la obra a lo largo de octubre de 2008, que se hicieron en Londres, Birmingham, Mánchester, Bristol y Cardiff. El libro recibió críticas positivas: Veronica Horwell de The Guardian escribió que Davies era la «Scherezade de la Bahía de Cardiff», y opinó que el libro debería haber sido el doble de largo; Ian Berriman de la revista de ciencia ficción SFX le dio al libro cinco estrellas y comentó que era el único libro sobre el «nuevo Who» que un lector podía necesitar; el crítico de televisión Charlie Brooker se inspiró en el libro para dedicar una edición completa de su programa de BBC Four Screenwipe a entrevistar a guionistas de televisión; y los presentadores del programa de tertulias Richard and Judy seleccionaron el libro como regalo recomendado de Navidad de su club de libros en la categoría de «no ficción seria». En enero de 2010 se publicó una segunda edición extendida del libro titulada The Writers Tale: The Final Chapter que añadía 350 páginas de correspondencia no incluida en la primera edición que cubrían los meses finales de Davies como productor ejecutivo de Doctor Who mientras co-escribía la miniserie de cinco capítulos Torchwood: Los niños de la Tierra, la planeada salida de David Tennant y la llegada de Matt Smith como el Doctor, así como la mudanza de Davies a los Estados Unidos.

## Trabajos recientes (2010-2015)

### Mudanza a California yMagos vs Alienígenas
Davies decidió en 2008 que abandonaría Doctor Who en 2009 al mismo tiempo que Gardner y Collinson, y terminó su trabajo en la serie con cuatro episodios de duración especial. El anuncio de su despedida se anunció en mayo de 2008, en una rueda de prensa en la que presentó a Steven Moffat como su sucesor. Su tarea desde finales de 2008 se dividió entre escribir los especiales de 2009 y preparar la transición entre su equipo de producción y el de Moffat. Un capítulo de The Writer's Tale: The Final Chapter relata cómo concibió junto a Gardner y Tennant anunciar el abandono de David en directo durante la emisión de los National Television Awards en la ITV en octubre de 2008. Terminó de escribir su último guion para Doctor Who el 4 de marzo de 2009, y el rodaje del mismo concluyó el 20 de mayo del mismo año.
Solo un mes después, en junio de 2009, Davies se mudó con Gardner y Jane Tranter a Estados Unidos, residiendo en Los Ángeles, California. Desde allí, continuó supervisando la producción de Torchwood y The Sarah Jane Adventures, y escribió una historia completa para esta última, «Death of the Doctor», en la que aparecía Matt Smith como el Undécimo Doctor y Katy Manning como la antigua acompañante Jo Grant. Sería productor ejecutivo y autor del episodio inicial y final de Torchwood: El día del milagro, la cuarta y última temporada de Torchwood, que se rodó mayoritariamente en Estados Unidos. Además, dio asistencia informal y después trabajó como consultor creativo de la exguionista de Doctor Who Helen Raynor y el dramaturgo Gary Owen para el dramático de BBC Wales Baker Boys.
Cuando se marchó a Estados Unidos, Davies planeaba volver al cómic escribiendo una novela gráfica, y Lucasfilm contactó con él sin éxito para que escribiera una serie de acción real basada en Star Wars. El siguiente proyecto que comenzó a desarrollar fue Cucumber, una serie para BBC Worldwide sobre hombres gais que se iba a emitir en el canal de cable estadounidense Showtime. Sin embargo, la preproducción se suspendió en agosto de 2011 cuando a la pareja de Davies, Andrew Smith, se le diagnosticó un tumor cerebral, lo que hizo que la pareja volviera rápidamente a Mánchester para que Smith pudiera someterse a la radioterapia y quimioterapia más cerca de la familia. El regreso de Davies al Reino Unido le permitió desarrollar una serie de reemplazo para The Sarah Jane Adventures junto al prolífico guionista de televisión Phil Ford, después de que la misma terminara abruptamente tras la repentina muerte de la protagonista, Elisabeth Sladen. Magos vs Alienígenas fue una serie para CBBC protagonizada por un mago adolescente y su amigo científico, y mostraba el conflicto con unos alienígenas llamados Nekross que deseaban destruir la Tierra. Davies diseñó la serie como un «choque de géneros» entre la ciencia ficción y la fantasía sobrenatural, al estilo y contrastando con los «choques culturales» estilo Cowboys vs. Aliens. Davies, además, hizo su primer trabajo para CBeebies, el canal de televisión de la BBC para los niños más pequeños, con dos guiones para Old Jack's Boat, protagonizada por dos antiguos intérpretes de Doctor Who, Bernard Cribbins y Freema Agyeman, que interpretaban al pescador retirado Jack y su vecina Shelley.

### CucumberyBanana
El siguiente proyecto de Davies, con el nombre en clave More Gay Men (Más hombres gays), era una sucesora espiritual de Queer as Folk, y se habría enfocado en los hombres gais de mediana edad en el ambiente de Mánchester. El origen de la serie data de 2001, cuando su amigo Carl Austin le preguntó en cierta ocasión: «¿por qué los hombres gays se alegran tanto cuando nos separamos?». La producción de la serie estaba previsto que empezara en 2006, pero se pospuso indefinidamente por el éxito de Doctor Who. Durante ese tiempo, Davies siguió desarrollando ideas, y explicó una escena crucial a Cook en 2007:

Puedo imaginar a un hombre que está tan enfurecido por algo pequeño - el hecho de que su novio no aprende a nadar - que se deja llevar por una ira tan grande que, en una sola noche, echa a perder toda su vida. No tiene nada que ver con aprender a nadar, por supuesto. Es sobre la forma en que tu mente puede arreglar algo pequeño y utilizarlo como puerta de entrada a todo un mundo de ira y dolor... Si escribo la escena de aprender a nadar bien - y podría ser la columna vertebral de toda la serie - entonces estaré contando algo sobre hombres gays, sobre parejas, sobre comunicación, sobre ira.
Russell T Davies a Benjamin Cook, 6 de marzo de 2007 The Writer's Tale: The Final Chapter

En 2011, la serie entró en preproducción. La cadena de cable estadounidense Showtime recibió el contrato de emisión, y BBC Worldwide se encargaría de la distribución. Showtime estaba empezando la fase del casting cuando Davies tuvo que regresar a Mánchester, con lo que la cadena americana tuvo que abandonar el proyecto al volver la producción al Reino Unido. En su nueva localización, Channel 4 se encargaría de la emisión, mientras que Nicola Shindler y Red Production Company la producirían. La entrada de Channel 4 marcó el primer trabajo de Davies con el canal desde Queer as Folk, y el primero con Shindler y Red desde Casanova. Quien convenció a Davies de volver al canal fue Piers Wenger, el director de dramáticos del canal y antiguo coproductor ejecutivo de Doctor Who junto a Steven Moffat. Wenger describió el programa como una «pieza de guion político» que crea una «aproximación radical a la sexualidad».
Cucumber se centra en la vida de un hombre de mediana edad, Henry Best (Vincent Franklin), y su caída en desgracia tras una cita desastrosa con su novio tras nueve años de relación. Se acompaña de otras dos series, Banana, una serie de antología de E4 que muestra a varios personajes jóvenes del ambiente LGBT en el universo de Cucumber, y Tofu, una serie documental online disponible en 4oD que habla de sexo moderno, sexualidad y temas que surgen durante las otras dos series con entrevistas al reparto y al público. Los tres nombres hacen referencia a una escala urológica que categoriza la erección masculina según su dureza en tofu, plátano (banana) y pepino (cucumber), y se usa esa escala para simbolizar las diferencias de actitud y comportamiento sexual entre las dos generaciones. Davies diseñó Cucumber como un serial autoconclusivo centrado en la vida de un solo hombre. Por el contrario, concibe Banana como una serie de final abierto, y cree que podría continuar más allá del final de su serie hermana. El rodaje de la primera temporada de Cucumber y de Banana se realizó a lo largo de 2014, y se estrenaron en enero de 2015.

### Proyectos en preparación
El siguiente proyecto de Davies tras Cucumber y Banana es The Boys, una serie de Channel 4 sobre la crisis del sida durante los ochenta. The Boys será una retrospectiva dramática sobre la crisis que se centrara en los hombres «que viven en sus apartamentos», a diferencia de películas como Pride, que se centra en activistas gais. Davies señala que las historias relacionadas con la política durante la crisis y sobre el virus en sí mismo ya se han contado, a diferencia de aquellas que hablan de las primeras víctimas del virus mismo. También describe The Boys como una forma de «ponerse en paz» tras su comportamiento durante los ochenta, cuando el shock de la crisis le impidió llorar como es debido las muertes de sus amigos cercanos. Tras The Boys, Davies planea escribir una serie sobre extorsión sexual inspirada en hechos reales de chantaje que acabaron provocando suicidios.

## Estilo de escritura
Davies es un procrastinador reconocido y suele esperar horas o días a que las ideas se formen en su mente antes de que se decida a escribir. En The Writer's Tale, describe su procrastinación hablando de los inicios de su carrera: en esa época, su método para sobrellevar las presiones de entregar un guion era, en lugar de trabajar en ello, «salir a beber». En una ocasión a mediados de los noventa, estaba en un club gay de Mánchester, Cruz 101, cuando se le ocurrió el clímax de la primera temporada de The Grand. Según avanzaba su carrera, pasaba noches enteras «simplemente pensando en la trama, los personajes, el ritmo, etc.» y esperaba hasta las 2:00 de la mañana, «cuando los clubes solían cerrar», para vencer la necesidad de su procrastinación. Davies describe el sentimiento de ansiedad que experimenta en un email a Cook en abril de 2007, en respuesta a la pregunta de Cook de «¿cómo sabes cuándo empezar a escribir?»:

Lo dejo para el último minuto. Y después lo dejo un poco más. Finalmente lo dejo hasta que estoy desesperado. [...] Siempre pienso: «no estoy listo para escribirlo», «no sé lo que estoy haciendo», «sólo es un revoltijo de pensamientos en estado de flujo», «no hay historia», «no sé como conectar A con B», «¡no sé nada!» Me dejo llevar a un estado de auténtico pánico. [...] Normalmente, lo dejo hasta la fecha de tope, y aún no he empezado siquiera a escribir. Esto se ha convertido, con los años, en una semana antes del tope, o incluso más. Puede que quede una semana o algunas semanas para la fecha de entrega, y no he empezado a escribir. En realidad, ya no tengo fechas de entrega. Yo voy por la fecha de inicio de la preproducción. Considero esa mi verdadera fecha de tope. Y después me la paso. Es un círculo que no puedo romper. Simplemente no puedo evitarlo. Hace mi vida miserable.
Russell T Davies a Benjamin Cook, 3 de abril de 2007.

Davies ampliaría esto en otro email dos semanas después en respuesta a la pregunta de Cook sobre la supuesta conexión entre depresión y creatividad. Explicó que su ansiedad y melancolía durante los periodos de guionización aún le permitían mantenerse a tope en su trabajo; por otra parte, afirmó que la «Depresión con letra mayúscula (no proporcionaba) un lujo semejante».
Davies explicó en detalle sus métodos de escritura a Cook en The Writer's Tale. Cuando crea un personaje, primero le asigna un nombre y coloca atributos alrededor de él. En el caso de Rose Tyler en la temporada inaugural de Doctor Who, escogió el nombre porque consideraba que tenía un «toque de buena suerte» después de usarlo para el personaje de Lesley Sharp en Bob & Rose. También lo justificó en el deseo de hacer el programa «esencialmente británico»: consideraba que el nombre Rose era «el nombre más británico del mundo» y lo suficientemente femenino para poner fin a la larga lista de acompañantes con nombres «poco femeninos» que la precedían, como Benny, Charley y Ace. Mientras escribía para The Grand, su productor ejecutivo pidió que le cambiara el nombre al personaje principal femenino, una decisión que hizo que «el personaje nunca (le pareciera) bien desde ese momento». El apellido «Harkness», conocido sobre todo por ser el del protagonista de Torchwood, el Capitán Jack Harkness, tiene un encanto similar. Lo usó por primera vez en 1993 para la familia Harkness en Century Falls, inspirándose en la heroína del universo Marvel Agatha Harkness. También usa de forma similar el apellido «Tyler» porque le gusta la forma en que se deletrea y pronuncia.
Davies también intenta canalizar su escritura escuchando para inspirarse música que se adecúe al tema de la serie: Doctor Who solía escribirlo típicamente cuando escuchaba bandas sonoras de películas de acción y aventuras; Queer as Folk la escribió con música de Hi-NRG para atrapar el estilo puro de club; con Bob & Rose escuchó música del álbum de Moby Play, porque los dos trabajos compartían una imagen «urbana, sexy y llena de corazones solitarios en la noche»; y The Second Coming compartía los conceptos de «experimentalidad, angustia, oscuridad y dolor» de los álbumes de Radiohead. Más específicamente, escribió los primeros borradores del episodio de la cuarta temporada de Doctor Who «Compañeros de delitos» mientras escuchaba Life in a Cartoon Motion de Mika, y señaló la canción «Any Other World» como una «canción de acompañante de Doctor Who», con una letra que encajaba con Penny, la acompañante planeada inicialmente para la cuarta temporada que después fue reemplazada por Donna Noble.
Cuando crea nuevos guiones, Davies considera la resolución de una historia como lo más representativo del trabajo. Suele formular la escena y su impacto emocional al comienzo del proceso, pero escribe las escenas por orden de principio a fin, porque cree que «las escenas posteriores no pueden existir si no se ha informado de dónde han venido». A Davies le encanta utilizar continuamente finales con cliffhangers y se opone a la publicidad que sacrifique el impacto de la narración. Persiguiendo esto, instruye a los editores para que eliminen escenas cruciales de las copias de episodios que se envían a la prensa: se quitaron para la crítica los cliffhangers de los episodios de Doctor Who «El ejército de fantasmas», La Tierra robada, y la primera parte de El fin del tiempo, y también quitó la aparición sorpresa de Rose Tyler en «Compañeros de delitos». Su cliffhanger de mayor éxito fue el del guion de «La Tierra robada», que creó entre el público una «fiebre por Doctor Who» en la semana que precedió a la conclusión. En una entrevista con BBC News poco después de la emisión del episodio, argumentó que el éxito de popularidad de una serie de televisión está ligado a lo bien que los productores puedan mantener secretos y en crear una «experiencia viva»:

Es emocionante cuando oyes a los niños hablando en los parques sobre tu historia, sobre quién va a vivir o morir. Es entonces cuando lo considero un trabajo bien hecho, porque eso es televisión interactiva. En eso consiste todo: es debate, diversión y charlas. Es jugar a un juego con el país y pienso que eso es maravilloso.
Russell T Davies, "Struggle to keep Who secret", BBC News Online

Davies intenta en sus guiones crear al mismo tiempo metáforas y comentario social. Por ejemplo, introduce en sus guiones acotaciones sobre la cámara con más frecuencia que los nuevos guionistas, para asegurarse de que cualquiera que lea el guion, especialmente el director, sea capaz de «sentir... el ritmo, la velocidad, la atmósfera, el ambiente, los gags, [y] el terror». Sus direcciones escénicas también crean atmósfera por su formato y porque evitan el uso de la primera persona. Aunque la base de muchos de sus guiones deriva de ideas anteriores, Davies afirma que, en narrativa, casi todo se ha utilizado ya con anterioridad, por lo que se centra en intentar contar una historia relativamente nueva y entretenida. Por ejemplo, el episodio de Doctor Who «Gira a la izquierda» comparte su concepto sobre todo con la película de 1998 Sliding Doors. Al igual que Sliding Doors examina dos líneas temporales cuya separación se basa en si Helen Quilley (Gwyneth Paltrow) alcanza o no el tren en el metro de Londres, Davies usa la elección de la acompañante del Doctor de girar a la izquierda o a la derecha en una intersección en la carretera para dibujar un mundo con el Doctor como se ha visto en el resto de la cuarta temporada, o un mundo paralelo sin el Doctor que se muestra en este episodio. El mundo sin el Doctor contiene una distopía que Davies usa para hablar del fascismo nazi, al mostrarse cómo, ante una catástrofe nuclear que impide la entrada o salida del país, la población británica desarrolla una fuerte xenofobia contra los inmigrantes por la falta de recursos y cómo el gobierno, ante la imposibilidad de echarlos, decreta que los manden a campos de concentración a trabajar. Davies generalmente intenta hacer sus guiones «bastante detallados, pero sucintos», y evita largas descripciones de personajes y decorados. En su lugar, se limita en las descripciones a tres adjetivos por personaje y dos líneas por decorado para permitir que el diálogo describa en su lugar la historia.
Davies también usa sus guiones para examinar y debatir temas importantes como la sexualidad y la religión, especialmente desde un punto de vista homosexual o ateo. Evita la dependencia de «líneas fáciles y baratas» que proporcionen poca profundidad; su mantra durante los inicios de su carrera dramática adulta era «nada de asuntos aburridos». Queer as Folk es el vehículo principal para su comentario social de la homosexualidad y su advocación por una mayor aceptación de la misma. Usa la serie para desafiar el «instinto visceral primario» de homofobia introduciendo metáforas homosexuales en contraste a «la imagen fundamental de vida, familia, infancia y supervivencia» heterosexual. Su siguiente serie, Bob & Rose, examina el tema de un hombre gay que se enamora de una mujer, y cómo sus respectivos círculos sociales reaccionan ante tal romance. Torchwood, en las propias palabras de Davies, es «un programa muy bisexual», y muestra una aproximación fluida tanto a género como a sexualidad «casi desde el principio»: por ejemplo, el personaje principal, el capitán Jack Harkness menciona con indiferencia que una vez estuvo embarazado; y más tarde, los otros personajes principales discuten la sexualidad de Jack. La página web gay AfterElton opina que el mayor avance de Torchwood podría ser la «representación gay» mostrando al capitán Jack como un personaje del que se explora su bisexualidad, pero no es su único rasgo destacable.
Sus análisis más notables de la religión y el ateísmo están en The Second Coming y en su episodio de 2007 de Doctor Who, «Atasco». The Second Coming describe la Segunda Venida de Jesucristo de forma contemporánea y realista, evitando el uso de iconografía religiosa en favor de una historia de amor subrayada por el «despertar como Hijo de Dios» del protagonista masculino. En contraste, «Atasco» toma un papel más proactivo en el debate religioso: el episodio muestra como un aspecto positivo de la fe la unidad del reparto secundario al cantar los himnos cristianos Abide with Me y The Old Rugged Cross, pero describe al Doctor como un héroe ateísta que muestra la fe como equivocada ya que «no hay una autoridad superior». También incluye su comentario de fondo en otras historias; describe la subtrama de las diferentes creencias del Doctor y la Reina Victoria en «Dientes y garras» como un conflicto entre «el hombre racional contra la cabeza de la Iglesia».
Como otros guionistas durante el periodo original de Doctor Who, muchos de los guiones de Davies están influenciados por su propia postura política. Marc Edward DiPaolo, de la Universidad de Oklahoma, señala que Davies suele exponer en sus guiones una «visión izquierdista». Más allá de la religión y la sexualidad, Davies satiriza notablemente a los Estados Unidos bajo el gobierno de George W. Bush en Doctor Who: los Slitheen de «Alienígenas en Londres» y «Tercera Guerra Mundial» y Henry van Statten en «Dalek» fueron retratados como capitalistas sociópatas; los Daleks bajo su trabajo reflejan actitudes conservadoras estadounidenses en sus apariciones, desde los religiosos fundamentalistas de «El momento de la despedida» hasta los imperialistas de «Daleks en Manhattan/La evolución de los Daleks»; y en «El sonido de los tambores», el Amo (John Simm) asesina a una parodia de Bush, siendo el Amo presentado como el primer ministro del Reino Unido al estilo de Tony Blair. Otros objetivos de su sátira en sus guiones de Doctor Who incluyen a Fox News, News Corporation y los canales de noticias de 24 horas en «Una jugada larga»; la cirugía plástica y el consumismo en «El fin del mundo», la obesidad y la medicina alternativa en «Compañeros de delitos», y el racismo y la paranoia en «Medianoche».

## Reconocimiento
Salvarlo de la extinción.
Frank Cottrell Boyce, cuando le preguntaron su opinión sobre la mayor contribución de Davies al drama televisivo británico.

Davies recibió reconocimiento por su trabajo desde el principio de su carrera como guionista de televisión infantil. Su primera nominación al BAFTA llegó en 1992 cuando fue nominado a «Mejor programa infantil» por su trabajo en Children's Ward, que también fue nominada al BAFTA a mejor drama infantil en 1996, ganándolo en 1997. Su siguiente gran éxito para la crítica fue Bob & Rose. Fue nominada al National Television Award al mejor serial dramático y ganó dos British Comedy Awards, al mejor drama cómico y al guionista del año.
The Second Coming fue también nominada a BAFTA en 2003, y el trabajo de Davies le ganó una nominación a un premio de la Royal Television Society.
La mayor parte del reconocimiento de Davies llegó como resultado de su trabajo en Doctor Who. En 2005, Doctor Who ganó dos Television Awards, a mejor serie dramática y el premio pionero de la audiencia, y recibió el premio honorario Dennis Potter al guion. BAFTA Cymru también le dio ese año el premio Siân Phillips a la contribución sobresaliente a la red de televisión. En 2006, recibió el premio «Industry Player of the Year» en el Festival Internacional de Televisión de Edimburgo. En 2007, fue nominado a «mejor serial o serie» en los premios Writer's Guild of Great Britain junto a Chris Chibnall, Paul Cornell, Stephen Greenhorn, Steven Moffat, Helen Raynor y Gareth Roberts por su trabajo en la tercera temporada de Doctor Who. Volvió a ser nominado a dos BAFTA en 2008: un Television Award por su trabajo en Doctor Who, y el Television Craft Award a mejor guionista, por el episodio «Medianoche». Bajo su mandato, Doctor Who ganó cinco premios de los National Television Awards consecutivos, entre 2005 y 2010. También ha sido nominado a tres premios Hugo, que premian a las obras de ciencia ficción, todos en la categoría de «Mejor presentación dramática en formato corto»: en 2007, la historia «El ejército de fantasmas/El juicio final» fue derrotada por «La chica en la chimenea» de Steven Moffat; En 2009, el episodio «Gira a la izquierda» fue derrotado por Dr. Horrible's Sing-Along Blog de Joss Whedon; y en 2010 nominaron al premio tres de sus guiones, «El siguiente Doctor», su contribución con Gareth Roberts, «El planeta de los muertos» y la otra con Phil Ford, «Las aguas de Marte». Ganó este último, y los otros dos consiguieron el segundo y el tercer lugar.
El trabajo de Davies en Doctor Who también ha sido reconocido similarmente por el público. Durante su mandato como productor ejecutivo, solo «Silencio en la biblioteca» de Steven Moffat, que se enfrentó a la final de la segunda temporada de Britain's Got Talent, no logró ganar en su franja de audiencia. Las mediciones de audiencia del programa eran tan consistentemente altas que las únicas emisiones que pudieron rivalizar con ellas según las mediciones semanales del Broadcasters' Audience Research Board fueron EastEnders, Coronation Street, Britain's Got Talent y los partidos internacionales de fútbol. Dos de sus guiones, «El viaje de los condenados» y «La Tierra robada», rompieron los récords de audiencia del programa siendo las segundas emisiones más vistas de sus respectivas semanas, y «El fin del viaje» se convirtió en el primer episodio en ser la emisión más vista de su semana. El programa suele tener índices de apreciación elevados: «Amor y monstruos», calificado por los fanes de Doctor Who como su peor guion, tenía una nota de 76, apenas por debajo de la media de 77 de 2006; y los episodios «La Tierra robada» y «El fin del viaje» tienen la nota más alta que Doctor Who ha recibido, un 91.
Entre los seguidores de Doctor Who, su contribución al programa se sitúa al mismo nivel que el de la de la cocreadora de la serie Verity Lambert: en una encuesta de 2009 de 6.700 lectores de Doctor Who Magazine, ganó el premió a la «mayor contribución» con el 22,62% de los votos contra Lambert con un 22,49%, además de ganar el premio de la revista de 2005, 2006 y 2008 al mejor guionista de cada temporada. Ian Farringston, que habló de la encuesta a «la mayor contribución» de 2009, atribuye la popularidad de Davies a su rango de estilos de escritura, desde la épica «El juicio final» hasta la minimalista «Medianoche», y su habilidad para vender el espectáculo para que llegue a una amplia audiencia.
El trabajo de Davies en Doctor Who le ha dado también premios fuera de la industria de la televisión. Entre 2005 y 2008, fue incluido en los «Media 100» de The Guardian: en 2005 fue el 14.º hombre más influyente de los medios; en 2006, el 28.º; en 2007, el 15.º; y en 2008 el 31.º. The Independent on Sunday también reconoció sus contribuciones al público incluyéndole en siete Pink Lists consecutivas, que destacan los logros de las personalidades gais y lesbianas: en 2005, fue nombrado la 73.ª persona gay más influyente; en 2006, la 18.ª; en 2007, la persona gay más influyente; en 2008, la 2.ª; en 2009, la 14.ª; en 2010, la 64.ª; y en 2011, la 47.ª. Davies recibió el título de oficial de la Orden del Imperio Británico en los honores del cumpleaños de la Reina de 2008 por sus servicios a la ficción dramática, y una dignidad honoraria por la Universidad de Cardiff en julio de 2008.

## Créditos de producción
| Serie                              | Canal                                                                                        | Años             | Trabajo  | Trabajo   | Trabajo                                                             | Notas                                                                                    |
| Serie                              | Canal                                                                                        | Años             | Escritor | Productor | Otros papeles                                                       | Notas                                                                                    |
| ---------------------------------- | -------------------------------------------------------------------------------------------- | ---------------- | -------- | --------- | ------------------------------------------------------------------- | ---------------------------------------------------------------------------------------- |
| Why Don't You?                     | BBC1                                                                                         | 1985–90          | Sí       | Sí        | Director, ayudante de dirección y publicista                        | Varios episodios                                                                         |
| Play School                        | BBC1                                                                                         | 1987             |          |           | Presentador                                                         | Un episodio                                                                              |
| Breakfast Serials                  | BBC1                                                                                         | 1990             | Sí       | Sí        |                                                                     |                                                                                          |
| Dark Season                        | BBC1                                                                                         | 1991             | Sí       |           | Creador                                                             |                                                                                          |
| Children's Ward                    | ITV                                                                                          | 1992–96          | Sí       | Sí        |                                                                     |                                                                                          |
| Century Falls                      | BBC1                                                                                         | 1993             | Sí       |           | Creador                                                             |                                                                                          |
| The House of Windsor               | ITV                                                                                          | 1994             | Sí       |           |                                                                     | Varios episodios, algunos acreditado con el seudónimo Leo Vaughn.                        |
| Revelations                        | ITV                                                                                          | 1994–95          | Sí       |           | Cocreador                                                           | Varios episodios. Creado con Brian B. Thompson y Tony Wood.                              |
| Springhill                         | Channel 4/Sky 1                                                                              | 1996–97          | Sí       |           | Cocreador y creador de líneas de historias                          | Siete episodios. Creado por Paul Abbott y Frank Cottrell Boyce.                          |
| Coronation Street: Viva Las Vegas! | Straight-to-video                                                                            | 1997             | Sí       |           |                                                                     |                                                                                          |
| The Grand                          | ITV                                                                                          | 1997–98          | Sí       |           |                                                                     | 18 episodios, varios sin acreditar                                                       |
| Queer as Folk                      | Channel 4                                                                                    | 1999–2000        | Sí       | Sí        | Creador                                                             |                                                                                          |
| Bob & Rose                         | ITV1                                                                                         | 2001             | Sí       | Sí        | Creador                                                             |                                                                                          |
| Linda Green                        | BBC One                                                                                      | 2001             | Sí       |           |                                                                     | Un episodio                                                                              |
| The Second Coming                  | ITV1                                                                                         | 2003             | Sí       | Sí        | Creador y productor ejecutivo                                       |                                                                                          |
| Mine All Mine                      | ITV1                                                                                         | 2004             | Sí       | Sí        | Creador y productor ejecutivo                                       |                                                                                          |
| Casanova                           | BBC Three                                                                                    | 2005             | Sí       | Sí        | Creador y productor ejecutivo                                       |                                                                                          |
| Doctor Who                         | BBC One                                                                                      | 2005–10, 2022–25 | Sí       | Sí        | Productor ejecutivo, director del espectáculo y director de guiones | 48 episodios y tres mini-episodios. Simulcast en BBC HD desde El planeta de los muertos. |
| Doctor Who Confidential            | BBC Three                                                                                    | 2005–10          |          | Sí        | Productor ejecutivo                                                 |                                                                                          |
| Torchwood                          | BBC Three (2006–07) BBC Two (2007) BBC One (2009) BBC HD (2006–09) BBC One (HD)/Starz (2011) | 2006–11          | Sí       | Sí        | Creador y productor ejecutivo                                       | Seis episodios                                                                           |
| Torchwood Declassified             | BBC Three                                                                                    | 2006–11          |          | Sí        | Productor ejecutivo                                                 |                                                                                          |
| The Sarah Jane Adventures          | CBBC/BBC One                                                                                 | 2007–11          | Sí       | Sí        | Creador y productor ejecutivo                                       | Un especial y una historia                                                               |
| Baker Boys                         | BBC One Wales                                                                                | 2011             |          |           | Consultor creativo                                                  |                                                                                          |
| Magos vs Alienígenas               | CBBC                                                                                         | 2012             | Sí       | Sí        | Cocreador                                                           | Creado con Phil Ford.                                                                    |
| Old Jack's Boat                    | CBeebies                                                                                     | 2013             | Sí       |           |                                                                     | Dos episodios.                                                                           |
| Cucumber                           | Channel 4                                                                                    | 2015             | Sí       | Sí        |                                                                     | Cucumber, Banana y Tofu comparten el mismo universo de ficción                           |
| Banana                             | E4                                                                                           | 2015             | Sí       | Sí        |                                                                     | Cucumber, Banana y Tofu comparten el mismo universo de ficción                           |
| Tofu                               | 4oD                                                                                          | 2015             |          |           | Productor ejecutivo                                                 | Cucumber, Banana y Tofu comparten el mismo universo de ficción                           |
| Years & Years                      | HBO                                                                                          | 2019             | Sí       | Sí        | Creador, guionista y productor ejecutivo                            | Seis episodios.                                                                          |
| It's a Sin                         | Channel 4                                                                                    | 2021             | Sí       | Sí        | Creador, guionista y productor ejecutivo                            | Cinco episodios.                                                                         |
| Nolly                              | ITV                                                                                          | 2023             | Sí       | Sí        | Creador y productor ejecutivo                                       |                                                                                          |

### Créditos de la franquicia deDoctor Who
| Año                                   | Episodio                                                   |
| ------------------------------------- | ---------------------------------------------------------- |
| 2005                                  | «Rose»                                                     |
| 2005                                  | «El fin del mundo»                                         |
| 2005                                  | «Alienígenas en Londres»                                   |
| 2005                                  | «Tercera Guerra Mundial»                                   |
| 2005                                  | «Una jugada larga»                                         |
| 2005                                  | «Explosión en la ciudad»                                   |
| 2005                                  | «Lobo malo»                                                |
| 2005                                  | «El momento de la despedida»                               |
| 2005                                  | «Nacido de nuevo (Doctor Who: Children in Need)»           |
| 2005                                  | «La invasión en Navidad»                                   |
| 2006                                  | «Nueva Tierra»                                             |
| 2006                                  | «Dientes y garras»                                         |
| 2006                                  | «Amor y monstruos»                                         |
| 2006                                  | «El ejército de fantasmas»                                 |
| 2006                                  | «El día del Juicio Final»                                  |
| 2006                                  | «La novia fugitiva»                                        |
| 2007                                  |                                                            |
| «Smith y Jones»                       |                                                            |
| «Atasco»                              |                                                            |
| «Utopía»                              |                                                            |
| «El sonido de los tambores»           |                                                            |
| «El último de los Señores del Tiempo» |                                                            |
| «El viaje de los condenados»          |                                                            |
| 2008                                  | «Compañeros de delitos»                                    |
| 2008                                  | «Medianoche»                                               |
| 2008                                  | «Gira a la izquierda»                                      |
| 2008                                  | «La Tierra robada»                                         |
| 2008                                  | «El fin del viaje»                                         |
| 2008                                  | «El siguiente Doctor»                                      |
| 2009-2010                             | «El planeta de los muertos» (coescrito con Gareth Roberts) |
| 2009-2010                             | «Las aguas de Marte» (coescrito con Phil Ford)             |
| 2009-2010                             | «El fin del tiempo»                                        |
| 2022                                  | «The Power of the Doctor» (1 escena)                       |
| 2023                                  | «The Star Beast»                                           |
| 2023                                  | «Wild Blue Yonder»                                         |
| 2023                                  | «The Giggle»                                               |
| 2023                                  | «The Church on Ruby Road»                                  |
| 2024                                  | «Space Babies»                                             |
| 2024                                  | «The Devil's Chord»                                        |
| 2024                                  | «73 Yards»                                                 |
| 2024                                  | «Dot and Bubble»                                           |
| 2024                                  | «The Legend of Ruby Sunday»                                |
| 2024                                  | «Empire of Death»                                          |
| 2025                                  | «The Robot Revolution»                                     |
| 2025                                  | «Lux»                                                      |
| 2025                                  | «The Well» (coescrito con Sharma Angel-Walfall)            |
| 2025                                  | «Wish World»                                               |
| 2025                                  | «The Reality War»                                          |

| Año  | Episodio                                                                    |
| ---- | --------------------------------------------------------------------------- |
| 2006 | «Todo cambia»                                                               |
| 2009 | Los niños de la Tierra, partes 1, 3 y 5 (parte 3 coescrita con James Moran) |
| 2011 | «El nuevo mundo»                                                            |
| 2011 | «Línea de sangre» (coescrito con Jane Espenson)                             |

| Año  | Episodio                                              |
| ---- | ----------------------------------------------------- |
| 2007 | «Invasion of the Bane» (coescrito con Gareth Roberts) |
| 2010 | «Death of the Doctor»                                 |